# Banneville-sur-Ajon
Banneville-sur-Ajon è un ex comune francese di 399 abitanti situato nel dipartimento del Calvados nella regione della Normandia. Dal 1º gennaio 2017 è stato accorpato al comune di Saint-Agnan-le-Malherbe formando il comune di Malherbe-sur-Ajon, del quale costituisce comune delegato.  

## Società

### Evoluzione demografica
Abitanti censiti